# Peigney
Peigney – miejscowość i gmina we Francji, w regionie Grand Est, w departamencie Górna Marna.
Według danych na rok 1990 gminę zamieszkiwało 377 osób, a gęstość zaludnienia wynosiła 46 osób/km².